# Lusius anguinus
Lusius anguinus là một loài tò vò trong họ Ichneumonidae.